# Synchronmaschinen mit Permanentmagneterregung

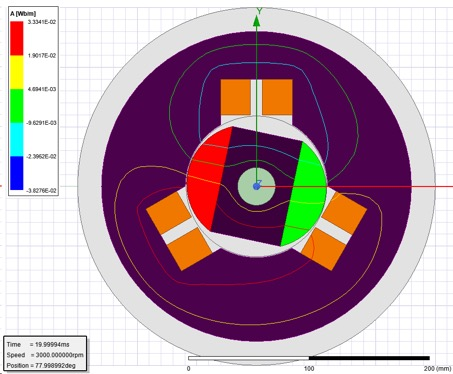
Synchronmaschine mit Permanentmagneterregung (3 Phasen, 1 Polpaar)

Dieser Artikel befindet sich derzeit in der Qualitätssicherung im WikiProjekt Elektrotechnik des Portal Elektrotechnik. Wenn du dich mit dem Thema auskennst, bist du herzlich eingeladen, dich an der Prüfung und möglichen Verbesserung des Artikels zu beteiligen. Der Meinungsaustausch dazu ist in der Diskussion (Artikel „Synchronmaschinen mit Permanentmagneterregung“ eintragen) zu finden.
Synchronmaschinen mit Permanentmagneterregung sind Synchronmaschinen, bei denen das Erregerfeld durch Dauermagnete gebildet wird. Im Gegensatz zu den elektrisch erregten Synchronmaschinen ist die Feldstärke des Erregerfeldes durch die Remanenz der Permanentmagnete, deren Anordnung und die Geometrie der Bauteile im magnetischen Kreis für eine Maschine nahezu konstant. Das Erregerfeld wird beeinflusst durch die Temperatur der Permanentmagnete und das Gegenfeld, welches durch die Wicklungen erzeugt wird, in denen der Leistungsstrom fließt. Im Gegensatz zur elektrischen Erregung fällt die Stromversorgung der Erregung weg, wodurch die Maschine einfacher, kostengünstiger und robuster ist, insbesondere gegenüber einer Synchronmaschine mit Erregermaschine. Die elektrische Verlustleistung der Erregerwicklung entfällt, stattdessen entstehen Wirbelstromverluste in den Permanentmagneten.

## Entwicklungsgeschichte
Die allerersten drehenden Maschinen waren oft Permanentmagnetmaschinen, wie sie heute im Deutschen Museum von Meisterwerken der Naturwissenschaft und Technik in München ausgestellt sind. Bei diesen Maschinen sind Ferritmagnete verwendet worden. Die magnetischen Feldstärken der seinerzeit verwendeten Magnete waren schwächer als die Seltenerdmagneten. 
Legierungen aus Verbindungen der Seltenen Erden haben zur jüngsten Gruppe von Dauermagnetwerkstoffen geführt, die sowohl eine hohe Remanenz wie große Koerzitivfeldstärke besitzen ( S. 27). Sie werden heute in Synchronmaschinen mit Permanentmagneterregung bei Leistungen bis über 10 MW  eingesetzt ( S. 295). Im Jahr 2012 wurde die deutsche Fassung der Norm DIN EN 60349-4:2013-08 für diese Maschinen für Bahn- und Straßenfahrzeuge veröffentlicht. Synchronmotoren mit ausschließlicher Permanentmagneterregung müssen von Umrichtern gespeist werden, da die Stromfrequenz an die Polradgeschwindigkeit und die Phasenlage des Stroms an die Polradposition angepasst werden muss. Auch Transversalflussmaschinen sind überwiegend als permanenterregte Synchronmaschinen ausgeführt.

## Erregung
Im Gegensatz zu fremderregten Synchronmaschinen kann die Erregung bei Permanentmagneterregung nicht gesteuert werden. Die Polradspannung ist bei der Permanentmagneterregung proportional zur Drehzahl. Der Erregergrad als Verhältnis von Polradspannung zur Netzspannung kann ausschließlich durch die Veränderung der „Netzspannung“, d. h. durch den Umrichter beeinflusst werden. Umrichter mit Pulsweitenmodulierung takten feste Spannungsniveaus. Wird die Polradspannung aufgrund der Motordrehzahl größer als die Spannung des höchsten Spannungsniveaus des Umrichters, so muss der Motorbetrieb in Feldschwächung erfolgen. Dabei ist der Ständerstrom nicht mehr phasengleich mit der Polradspannung. Der Phasenwinkel des Ständerstroms eilt bei der Feldschwächung dem Phasenwinkel der Polradspannung zeitlich voraus. Dies erzwingt eine stark kapazitive Phasenlage des Stroms mit einer entsprechenden Minderung der Wirkleistung (vgl. S. 345).
Im Generatorbetrieb der Maschine mit fester Drehzahl ist kein Umrichter erforderlich, wenn die Polradspannung der geforderten Generatorspannung entspricht. Für veränderliche Antriebsdrehzahlen, z. B. bei Windkraftgeneratoren, sind wiederum Umrichter erforderlich, um geforderte Spannungsniveaus konstant zu halten.

## Wirkungsgrad

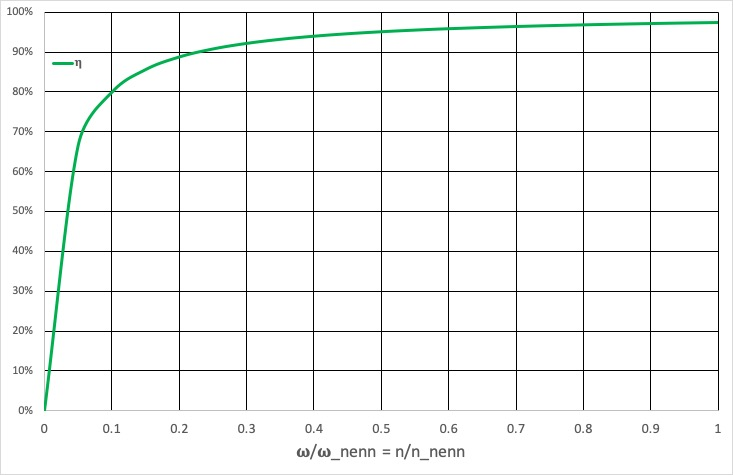
Diagram 2: Drehzahlabhängiger Wirkungsgrad

Video 1: Vektoren der Stromdichte in den Magneten und der Wicklung

Die allgemeine Gleichung für den Wirkungsgrad kann mit der Verlustleistung PV  umgeformt werden in die Form ( S. 386):
{\displaystyle \eta =1-{\frac {P_{V}}{P_{ab}+P_{V}}}}
Bei Motoren ist die abgegebene Leistung die Wellenleistung:
{\displaystyle P_{ab}=M\cdot \omega }
(M – Drehmoment, ω – Winkelgeschwindigkeit der Motorwelle). Die hieraus erhaltene Gleichung:
{\displaystyle \eta =1-{\frac {P_{V}}{M\cdot \omega +P_{V}}}}
zeigt, dass ein Motor im Nennbetrieb, also bei der Nenndrehzahl, z. B. einen Wirkungsgrad von 95 % hat (100 kW High Efficiency „EFF 1“, s. rote Kurve im Diagramm 1), beim Nennmoment im Stillstand den Wirkungsgrad null hat. Mit Widerstandsverlusten von 2,5 %, die für konstanten Effektivstrom und somit konstantes Drehmoment unabhängig von der Drehzahl sind, sowie der Nichtberücksichtigung sonstiger Verluste berechnet sich eine Kurve für den Wirkungsgrad, wie im Diagramm 2 dargestellt. Der tatsächliche Wirkungsgrad ist im Nennbetriebspunkt und auch für kleinere Drehzahlen kleiner. Die sonstigen Verluste (Luftreibung, Lagerreibung, wechselnde Magnetisierung und Wirbelstromverluste) sind drehzahlabhängig.
Wegen der niedrigen Wirkungsgrade von Elektromotoren bei kleinen Drehzahlen werden in der Elektromobilität deshalb weiterhin Getriebe, z. B. Umlaufrädergetriebe zur Vergrößerung der Motordrehzahl eingesetzt.
Der Erhöhung des Wirkungsgrades durch das Entfallen des Erregerstroms des Polrades durch die Permanentmagneterregung steht entgegen, dass Wirbelströme (Video 1) in den Permanentmagneten zusätzliche Verluste verursachen.
Für Anwendungen mit konstanter Drehzahl haben Permanentmagnetmotoren gegenüber elektrisch erregten Synchronmaschinen den Nachteil, dass zusätzliche Verluste im erforderlichen Umrichter entstehen, der für elektrisch erregte Synchronmotoren für konstante Drehzahlen nicht erforderlich ist.

## Entmagnetisierung

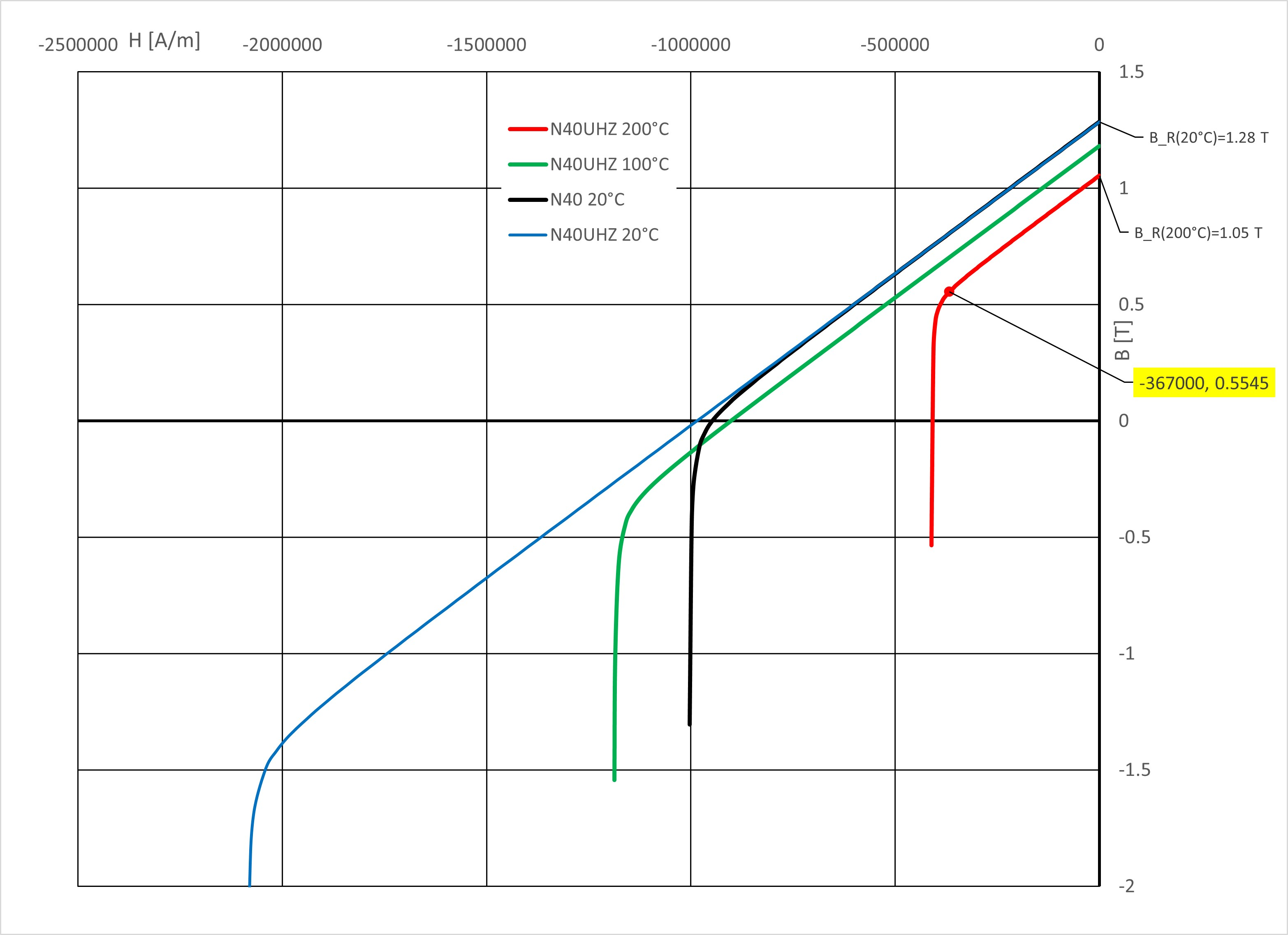
Diagramm 3: Entmagnetisierungskurven für die Temperaturen 20 °C (blau), 100 °C (grün) und 200 °C (rot)

Werden die Permanentmagnete durch Wirbelströme erwärmt, so verringert sich die Koerzitivfeldstärke, d. h. die magnetische Feldstärke, die aufgewendet werden muss, um den Magneten vollständig zu entmagnetisieren (B = 0). Auch wenn der Magnet eine erhöhte zulässige Einsatztemperatur hat (z. B. 200 °C, für das Magnetmaterial N40UHZ im Diagramm 3), wird die Koerzitivfeldstärke reduziert (s. rote Kurve im Diagramm 3). Dadurch wird die maximale Stromstärke der Ständerwicklung reduziert, bis zu der eine magnetische Erregung (B>0) der Magneten vorhanden ist. Wird diese maximale Stromstärke überschritten, entmagnetisiert das durch den Ständerstrom erzeugte Feld die Magnete. Der Motor kann dann nur noch mit verringertem Strom betrieben werden, wodurch das Drehmoment reduziert wird.
Eine zweite Gefahr der Entmagnetisierung ist der Kurzschlussstrom. Dieser  ist ein Vielfaches des Nennstroms, die dabei auftretende Feldstärke des Ständers kann die Magnete dauerhaft entmagnetisieren. Einige Umrichter haben eine Schutzfunktion, um die Halbleiter gegen Überspannung zu schützen. Die Halbleiter (zumeist Bipolartransistor mit isolierter Gate-Elektrode) werden bei Überspannung unmittelbar dauerhaft funktionsuntüchtig, während ein Überstrom zu einer langsamen Erwärmung führt, die erst nach einer längeren Zeitspanne zur Schädigung der Halbleiter führt. Die Schutzfunktion der Umrichter ist insbesondere erforderlich, wenn der Motor in Feldschwächung vom Umrichter gespeist wird. Falsche Phasenwinkel können in diesem Betrieb zu Überspannungen führen, bei deren Auftreten die Halbleiter von der Schutzfunktion leitend geschaltet werden. Dabei treten Kurzschlussströme jedoch keine Spannungen am Halbleiter auf.

## Umweltauswirkungen
Neodym-Magnete bestehen aus Seltenen Erden. Das Erz Seltener Erden wurde früher unter Einsatz von Schwefelsäure, Salpetersäure, Salzsäure, Ammoniak, Natronlauge und anderen Chemikalien aufgeschlossen, was zu einem großen Abwasserunfall in Mountain Pass (Kalifornien) führte.
„Darüber hinaus enthalten die meisten Lagerstätten Seltener Erden radioaktive Materialien, die Gefahren wie das Austreten von Radioaktivität in den Luft- oder Wasserpfad bergen.“
Im Jahr 2009 förderte China 97 % der weltweit geförderten Selten Erden. Dort wird das Material in einigen Minen aus den Tonböden mit Ammoniumsulfat versetztem Wasser gelöst. Dafür sind je Tonne Seltener Erden sieben bis acht Tonnen Ammoniumsulfat notwendig. „In der tonnenweisen Anwendung aber ist es schädlich. Allein in der Region Ganzhou, im Süden der Provinz Jiangxi, sind offenbar hunderte Quadratkilometer Wald geschädigt.“

## Gründe für die Anwendung
Neodym war im Jahr 2023 um den Faktor 13 teurer als Kupfer. (Neodym 96 $/kg, Dysprosium 422 $/kg) Gleichwohl ist die Herstellung von Synchronmaschinen mit Permanentmagneterregung verhältnismäßig günstig, weil diese ähnlich einfach wie  Asynchronmaschinen mit Kurzschlussläufer aufgebaut ist. Der Asynchronmotor mit Kurzschlussläufer war nach der Erfindung durch Michail Ossipowitsch Doliwo-Dobrowolski bis heute (2024) der mit Abstand am häufigsten verwendete Motor. Permanentmagnetmotoren sind wie vorgenannte Asynchronmaschinen wesentlich einfacher und robuster, weil der Rotor keine Stromzuführung benötigt. Erregermaschinen oder Schleifringe elektrisch erregter Synchronmaschinen oder Kommutatoren von Gleichstrommaschinen sind erhebliche Kostenfaktoren und machen die Motoren axial länger. Die kürzere Motorwelle der Permanentmagnetmaschine erhöht die biegekritische Drehzahl, ab der die Maschine durch Schwingungen instabil wird. Dies ist für die Vergrößerung der Leistungen durch Drehzahlerhöhung relevant und ohne Drehmomenterhöhung und damit verbunden ohne Stromerhöhung umsetzbar.
Synchronmaschinen mit Permanentmagneterregung und Konzentration des Magnetflusses haben die größte tangentiale magnetische Kraftdichte am Luftspalt, welche das Drehmoment erzeugt. Insbesondere in Kombination mit Zahnspulenwicklungen resultiert daraus eine kompaktere und leichtere Bauweise als bei anderen drehenden elektrischen Maschinen. Dies gilt auch für Transversalflussmaschinen. Dies ist in den Anwendungen der Elektromobilität und der Windenergie von großer Bedeutung.